# Salomon Isaksson
Salomon Isaksson, född 31 januari 1671 i Norrköping, var en svensk skarprättare i Norrköping.
Han var son till bödeln i Norrköping Isak Andersson och ärvde tjänsten 1693 efter faderns avsked. Salomon ansågs helt oduglig i sitt tjänsteutövande och led av värkande lemmar. Häradsrätten i Gullbergs härad hotade att ta honom ur tjänst efter en misslyckad avrättning på den då 20-årige Christopher Larsson som dömts till döden för tidelag. Avrättningen ägde rum 27 juni 1693 utanför Vreta klosters kyrka i Linköping. Många människor hade samlats för att beskåda avrättningen av den dödsdömde. Salomon misslyckades med det första hugget som träffade dödsfångens axlar, varpå han istället började såga med yxan. Christopher skrek då av smärta och länsmannen beordrade Salomon att inte tortera honom utan att omgående avlägsna dennes huvud. Han gjorde då ett nytt försök och hugget träffade halsen, men inte tillräckligt djupt. Det krävdes fem till sex hugg innan huvudet lossnade. Åskådarna som bevittnade avrättningen började skrika och uppmana till att få stena Salomon till döds som bestraffning för hans usla insats. Anhöriga till offret och länsmannen begärde omedelbart att få Salomon tagen ur tjänst. Salomons far Isak, skrev ett brev där han vädjade till häradsrätten att sonen skulle få behålla sin tjänst som skarprättare. Han menade att sonen under längre tid varit "behäftad av en svår sjukdom och dessmedelst krafterna mycket förminskade".  Han framhävde sonen som hans enda levebröd till försörjning, utan honom riskerar han "lida hungersnöd, och omstrider på sistone svälta ihjäl".